# Robert Gates
Robert Michael Gates, född 25 september 1943 i Wichita, Kansas, är en amerikansk ämbetsman och akademiker som mellan 2006 och 2011 var USA:s försvarsminister. Mellan 1991 och 1993 var Gates generaldirektör för CIA, och han är den ende där som har gjort en karriär som påbörjats i en ingångsposition och avslutats som den högste chefen. Gates är även den förste försvarsministern som har tjänstgjort under två presidenter: George W. Bush och Barack Obama.

## Biografi

### Uppväxt och utbildning
Gates växte upp i Wichita, Kansas, var aktiv i Boy Scouts of America från unga år och tog 1961 examen med toppbetyg vid Wichita High School East. Han fick stipendium för att studera vid College of William and Mary i delstaten Virginia, där Gates tog en kandidatexamen (B.A.) i historia 1965. 1966 tog han masterexamen, även det i historia, men vid Indiana University. Slutligen avlade Gates 1974filosofie doktorsexamen i rysk-sovjetisk historia vid Georgetown University i Washington, D.C.

### Yrkeskarriär inom underrättelseväsendet 1966–1993
Gates anställdes vid Central Intelligence Agency 1966 i vad som skulle komma att bli ett kontinuerligt anställningsförhållande spännande över 27 år. 1967 tilldelades Gates graden fänrik i USA:s flygvapen och tjänstgjorde som underrättelseofficer i två år vid Whiteman Air Force Base i Missouri inom ramen för Strategic Air Command. Under sammanlagt nio år var han även utlånad till nationella säkerhetsrådets stab i Vita huset.
Efter att ha varit vice generaldirektör för CIA 1986–1989, vice säkerhetsrådgivare (Assistant to the President and Deputy Assistant to the President for National Security Affairs) till president George H.W. Bush 1989–1991 utnämndes han till CIA:s generaldirektör hösten 1991 vilket han var fram till januari 1993, då Bill Clinton tillträdde presidentämbetet.

### Författare och universitetsrektor 1993–2006
1996 utgav Gates en bästsäljande memoarbok, From the Shadows: The Ultimate Insiders Story of Five Presidents and How They Won the Cold War. Gates har därefter varit dekanus för George Bush School of Government and Public Affairs vid Texas A&M University och blev 2002 rektor vid samma universitet.
Efter inrättandet av USA:s inrikessäkerhetsdepartement erbjöds han posten som säkerhetsminister men avböjde. 2005 fick han erbjudandet att bli nationell underrättelsedirektör (Director of National Intelligence), men avböjde återigen.
Gates har varit medlem av den högt ansedda Iraq Study Group, även känd som Bakerkommissionen, som har granskat de säkerhetspolitiska effekterna av Irakkriget.

### Försvarsminister 2006–2011

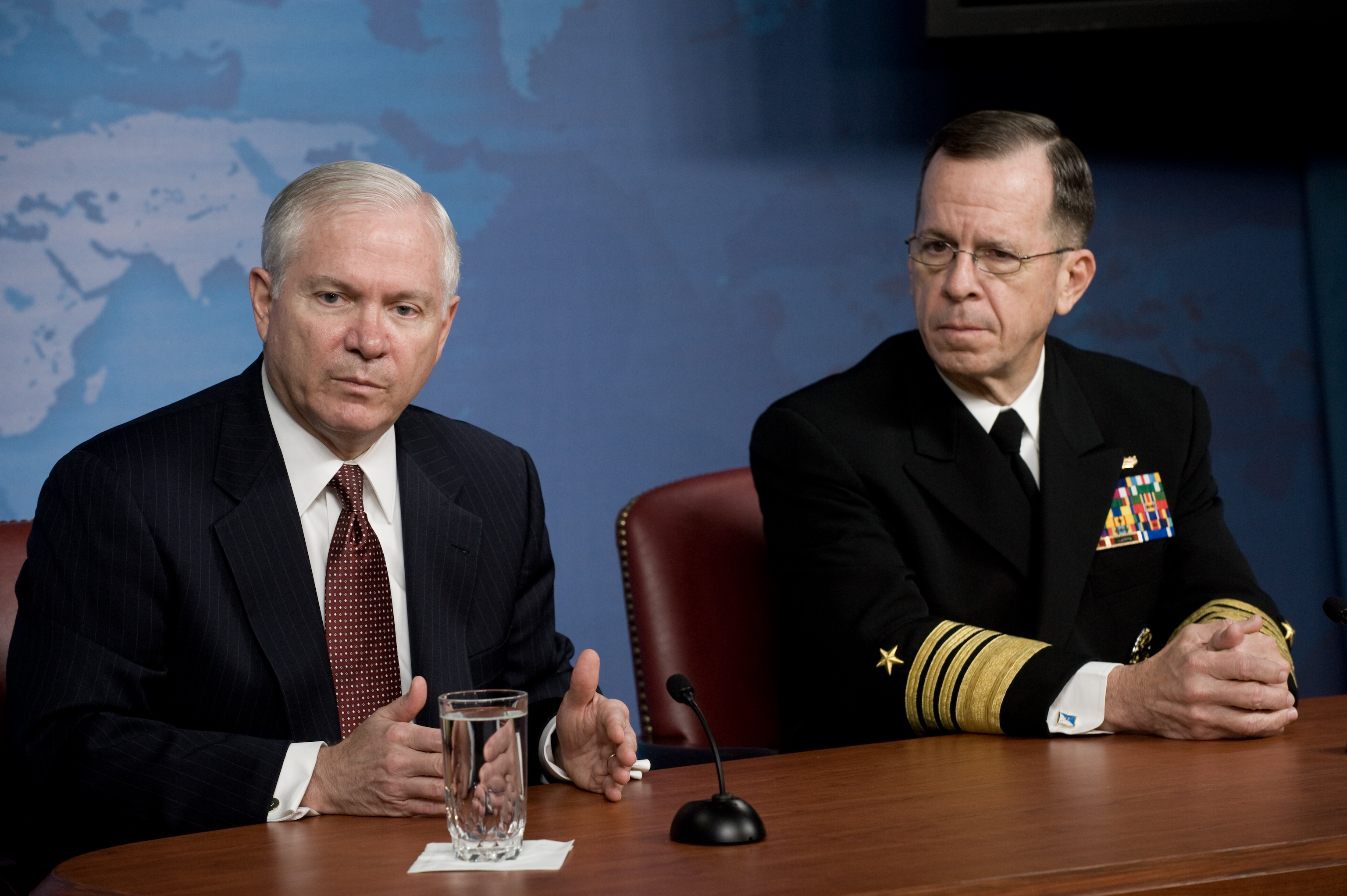
Försvarsminister Robert Gates och försvarschefen amiral Michael Mullen vid en presskonferens i Pentagon 11 april 2008.

I november 2006 utsågs Robert Gates till USA:s försvarsminister efter Donald Rumsfeld, i George W. Bushs administration. Tiden som försvarsminister präglades från början till slut av de väpnade konflikterna i både Afghanistan och Irak. Gates använde sig av särskilt lagrum för att påskynda tillverkningen av MRAP-fordonen Oshkosh M-ATV för att fasa ut användningen av HMMWV som var sårbara för improviserade sprängmedel.
Gates betonade som försvarsminister vikten av ansvarsutkrävande även för de högsta civila och militära befattningshavarna i försvarsdepartementet, bland annat fick under Gates ämbetsperiod en arméminister, en försvarschef, en militärbefälhavare, samt både flygvapenministern och flygvapenstabschefen samtidigt, avgå i förtid på grund av misstroende från departementschefen.
I november 2008 meddelade den då tillträdande presidenten Barack Obama att han önskade att Gates skulle kvarstå som försvarsminister och även hans administration, ett erbjudande som Gates accepterade. Under presidentinstallationen av Barack Obama var Gates utsedd till Designated survivor och tillbringade tiden på en militärförläggning utanför Washington. Gates verkade för att avsluta tillverkningen av stridsflygplanet F-22 Raptor till förmån för F-35 Lightning II.
Gates lämnade posten som försvarsminister 30 juni 2011. Vid avtackningsceremonin som hölls utanför Pentagon delade Barack Obama ut presidentens frihetsmedalj till Gates.

### Senare tid
Gates har efter tiden som försvarsminister gett ut tre böcker, varav en självbiografi.